# Enthymeem
Een enthymeem is een deductief retorisch syllogisme in het werk van Aristoteles.
Oorspronkelijk betekent enthumêma 'overweging' in het Grieks. Maar de naam wordt ook wel gebruikt voor het geheel van:
1. een verzwegen, algemeen aanvaarde premisse
2. een expliciete premisse
3. een conclusie

Een voorbeeld: 'Nee, Pericles is zeker niet thuis, want de Raad heeft vergadering.'
Het geheel is een  enthymeem. 'Nee, Pericles is zeker niet thuis' is de conclusie, 'de Raad heeft vergadering' is de expliciete premisse. De verzwegen, weggelaten of impliciete premisse is dat Pericles als staatsman noodzakelijkerwijs altijd aanwezig is bij vergaderingen van de Raad.
Het retorische enthymeem is verwant aan het logische syllogisme. Feitelijk is het syllogisme de grondslag van het enthymeem. In het syllogisme wordt de maior premisse echter niet verzwegen.
Het gebruik van enthymemata in redevoeringen, in plaats van syllogismen, wordt door Aristoteles onder meer aanbevolen omdat de 'verzwijging' van een van de premissen de toehoorder stimuleert zich af te vragen, waar de conclusie op berust.